# Jen děcko se bojí
Jen děcko se bojí (2006) je třetí album Sester Steinových. Obsahuje 13 autorských písní Karoliny Kamberské a jednu píseň od Terezy Říčanové (Sibiřská). K titulní písni alba vznikl klip.

## Seznam písniček
1. „Myši“ – 1:30
2. „Jen děcko se bojí“ – 3:28
3. „Štěstí“ – 3:29
4. „Krajina šera“ – 4:13
5. „Ach jak jsi krásný“ – 2:20
6. „Moje jméno“ – 3:41
7. „Magnólie“ – 2:57
8. „Svatební“ – 1:35
9. „Půlnoci horečná“ – 4:37
10. „Sibiřská“ – 2:52
11. „Vlci“ – 2:55
12. „K peřejím“ – 1:54
13. „Poklad“ – 1:05
14. „V pořádku“ – 1:45
15. „Jen děcko se bojí“ (e-verze) – 3:39

## Nahráli
- Sestry Steinovy
  - Karolina Kamberská – zpěv (sólo 1, 2, 3, 7, 9, 12, 14, 15), akustická kytara
  - Lucie Steinhauserová – zpěv (sólo 1, 4, 7, 9, 11), akustická kytara, elektrická kytara (8), tleskání (5)
- hosté
  - David Landštof – bicí, rain stick, tamburína, shaker, djembe, darbooka, tleskání, kastaněty (2, 3, 5, 7, 8, 11)
  - Pavel Hloušek – bezpražcová baskytara (2, 6, 8)
  - Karolína Vančurová – viola (4), housle (11)
  - Jan Amos – PC (2), zvuky (10), aranž a PC (15)
  - Tereza Říčanová – zpěv (10)